# نعناع (حلوى)
حلوى النعناع هي طعام يتميز باحتوائه على طعم النعناع أو زيت نعناع حقيقي (زيت النعناع الفلفلي، أو النعناع المدبب، أو أي مصدر طبيعي آخر مثل نبتة الوينترجرين، كما يمكن أن تحتوي الحلوى على منكه صناعي. عادة ما يُشار إلى الحلوى التي تُصنع باستخدام حلوى النعناع الطبيعية باسم حلوى النعناع الفلفي (peppermints) أو حلوى النعناع المدبب (spearmints).

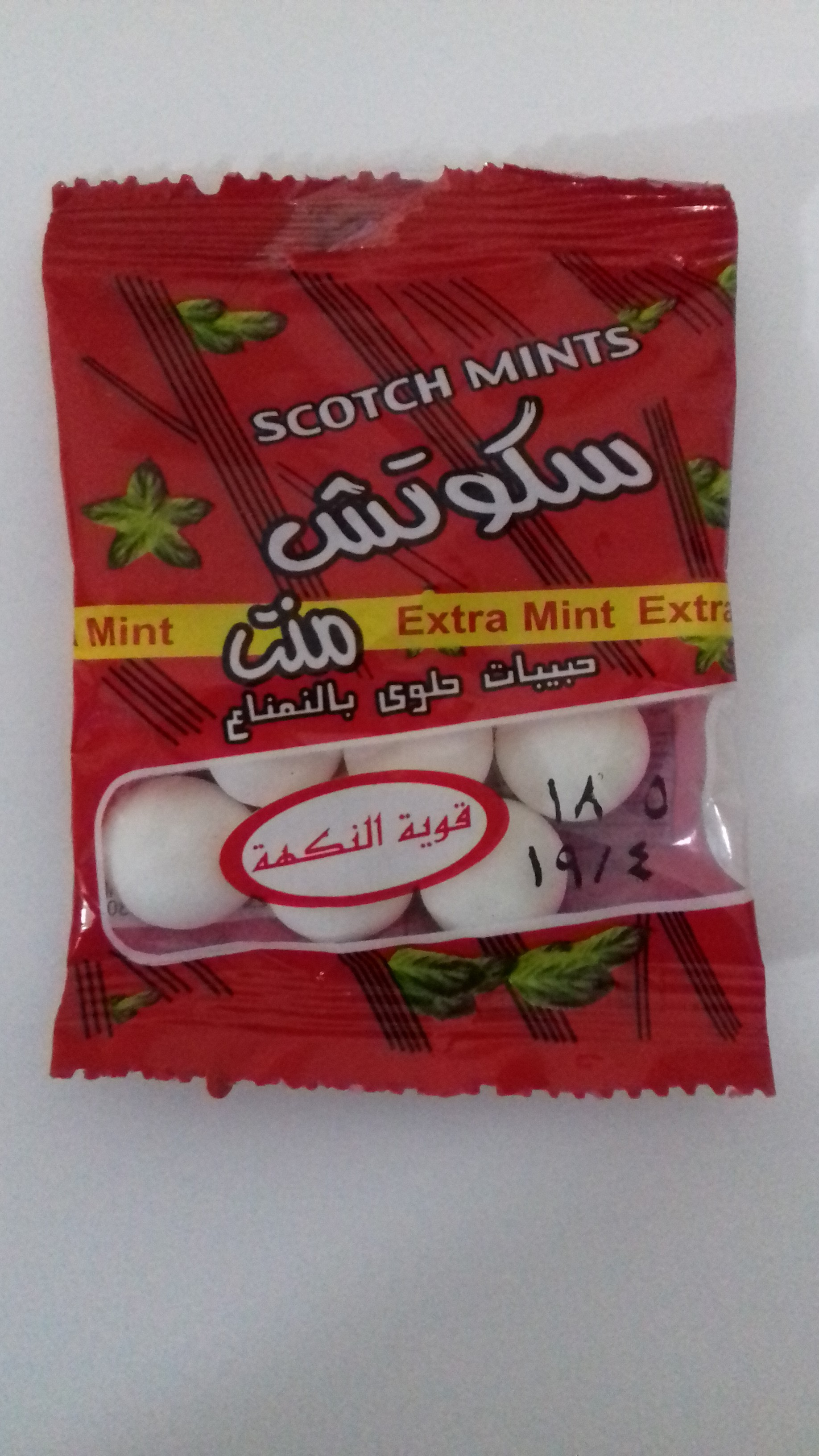
حلوى نعناع (سكوتش منت) تُباع في مصر.

تعامل الناس عبر التاريخ مع حلوى النعناع مثل جميع أنواع الحلوى الأخرى، إلا أن ما أدى إلى اشتهار حلوى النعناع عالميًا هو تناولها للحصول على الشعور بالانتعاش بعد الطعام لأن مذاق النعناع ورائحته والمكونات النشطة فيه قوية بدرجة كبيرة، كما أن لها تأثيرًا على الفم فتكسبه شعورًا بالنظافة والانتعاش. بالإضافة إلى ذلك، تحسن حلوى النعناع من رائحة الفم وتلطف المعدة.